# 1209 هـ
1209 هـ هي سنة في التقويم الهجري امتدت مقابلةً في التقويم الميلادي بين سنتي 1794 و1795.

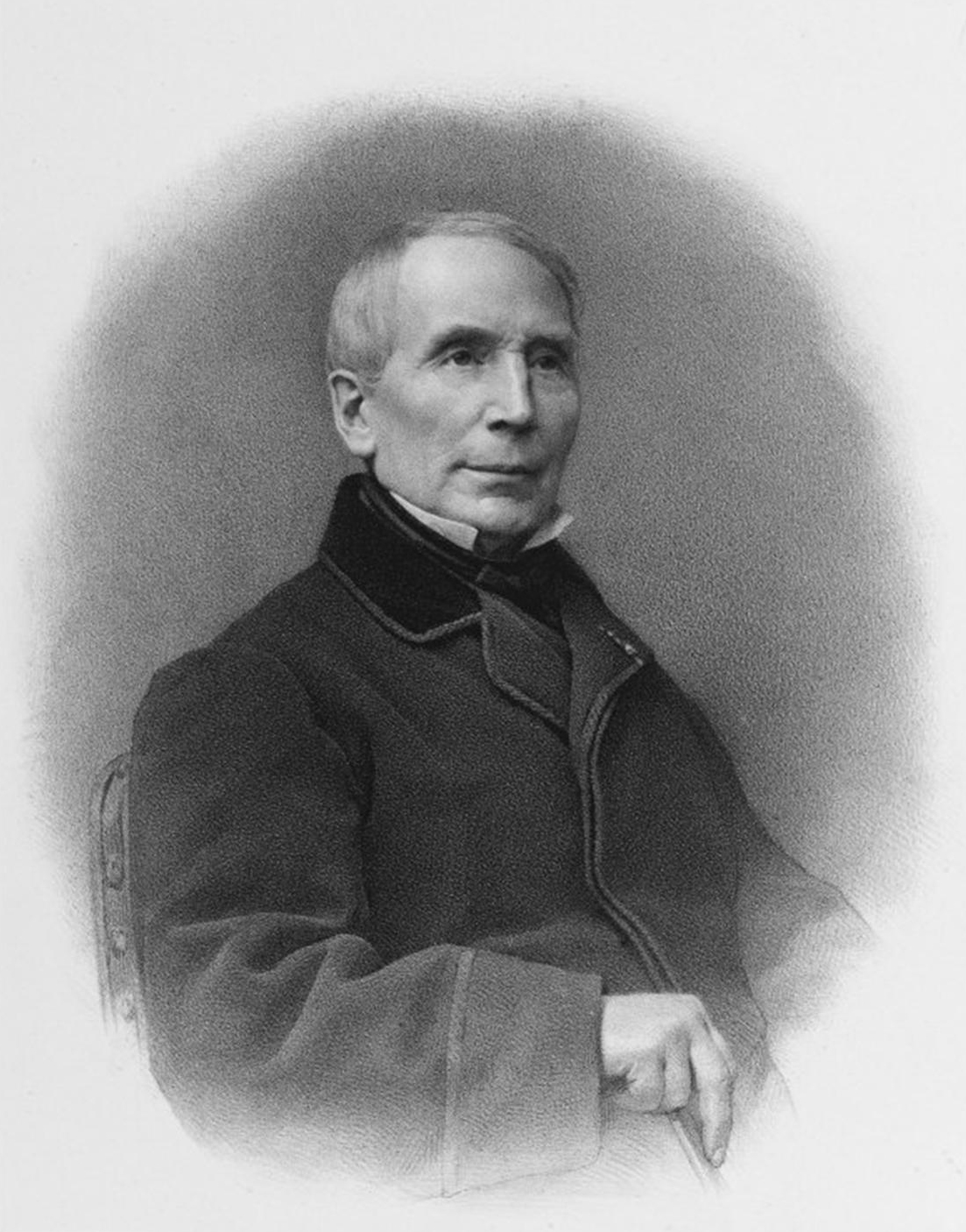
أرماند بيير كوسان دي برسفال

## أحداث
- قبائل الرحامنة تتهم مولاي هشام بقتل قائدها عبد الله بن محمد الرحماني غيلة، وتخلع طاعتها وتبايع أخاه المولى حسين، وتقتحم قصبة مراكش واختبأ مولاي هشام بضريح الشيخ أبي العباس السبتي.

## مواليد
- أرماند بيير كوسان دي برسفال

## وفيات
- سليمان بن عبد الوهاب
- مهدي النراقي